# Gressier
Pour les articles homonymes, voir Gressier (homonymie).
Gressier est une commune d'Haïti située dans le département de l'Ouest et dans l'arrondissement de Port-au-Prince.
Peuplée de 33 152 habitants(recensement par estimation de 2009), appelés Gressiérois et Gressiéroises, la commune de Gressier est aujourd'hui un faubourg de la capitale Port-au-Prince. 

## Administration
La commune est composée de la ville de Gressier et de 3 sections communales :
- Morne à Bateau
- Morne Chandelle
- Petit Boucan